# Австрійці Аргентини
Австрійці Аргентини — це громадяни Аргентини австрійського походження або австрійці, які емігрували до Аргентини.  Багато нащадків австрійців в Аргентині прибули в країну з інших частин Європи, коли Австрія була єдиним королівством з Угорщиною.
Австрійська імміграція пов'язана з іншими міграційними потоками до південноамериканської країни, як-от німецька та швейцарська імміграційна хвиля, серед інших.

## Історія
У австрійській імміграцій до Аргентини розрізняють дві великі хвилі — під час Першої та Другої світових війн. Основними напрямками для переселенців з Австрії були Буенос-Айрес, Кордова та Місьйонес, а на півдні такі міста, як Сан-Карлос-де-Барілоче та Сан-Мартін-де-лос-Андес. 
Точна кількість австрійських мігрантів в Аргентині точно не відома, є лише оцінки. На початку 1930-х років в країні проживало близько 240 000 німецькомовних осіб, з яких 45 000 проживали в Буенос-Айресі, а з них близько 9 000 австрійського походження. Ці цифри схожі на дані посольства Австрії на нинішній час — там зареєстровано приблизно 7000 осіб австрійського походження в Буенос-Айресі, але є ймовірність того, що насправді їх більше. 
З середини XIX століття в районі Бельграно (Буенос-Айрес) існує німецькомовна колонія. Австрійці та швейцарці, що мешкали в Буенос-Айресі, були інтегровані в цю колонію за мовною та культурною спорідненістю. Цей район став дуже привабливим для нових іммігрантів, оскільки він уже мав відповідну інфраструктуру, як-от церкви, кафе та пекарні німецьких сімей, що виникли внаслідок існування колонії. 
Аргентина — це латиноамериканська країна з найбільшою кількістю австрійських іммігрантів та їх нащадків (на другому місці Бразилія, Уругвай — на третьому). В Кордові проживає основна австрійська громада, ця провінція є найбільшим осередком іммігрантським населення. як німецького, так і австрійського походження в країні.

## Організації
Серед австрійських установ в країні: Австрійсько-аргентинська асоціація (член Європейського клубу), Австрійський клуб Сан-Ісідро, Австрійське доброзичливе товариство, Австрійсько-аргентинська торгова палата, будинок Австрії в Росаріо та Австрійсько-аргентинська асоціація Барілоче.

## Австрійські поселення в Аргентині
Деякими районами компактного проживання австрійців впродовж минулого століття були:

### Чако
- Ресістенсія
- Квітіліпі[en]

### Кордова
- Вілья-Хенераль-Бельграно[en]
- Колонія-Тіролеса[es]

### Ентре-Ріос
- Сан-Беніто[en]

### Формоса
- Колонія-Формоса

### Місьйонес
- Ельдорадо[en][5]

### Ріо-Негро
- Вілья-Рехіна[en]

### Санта-Фе
- Авельянеда[es]